# Yannick Bovy

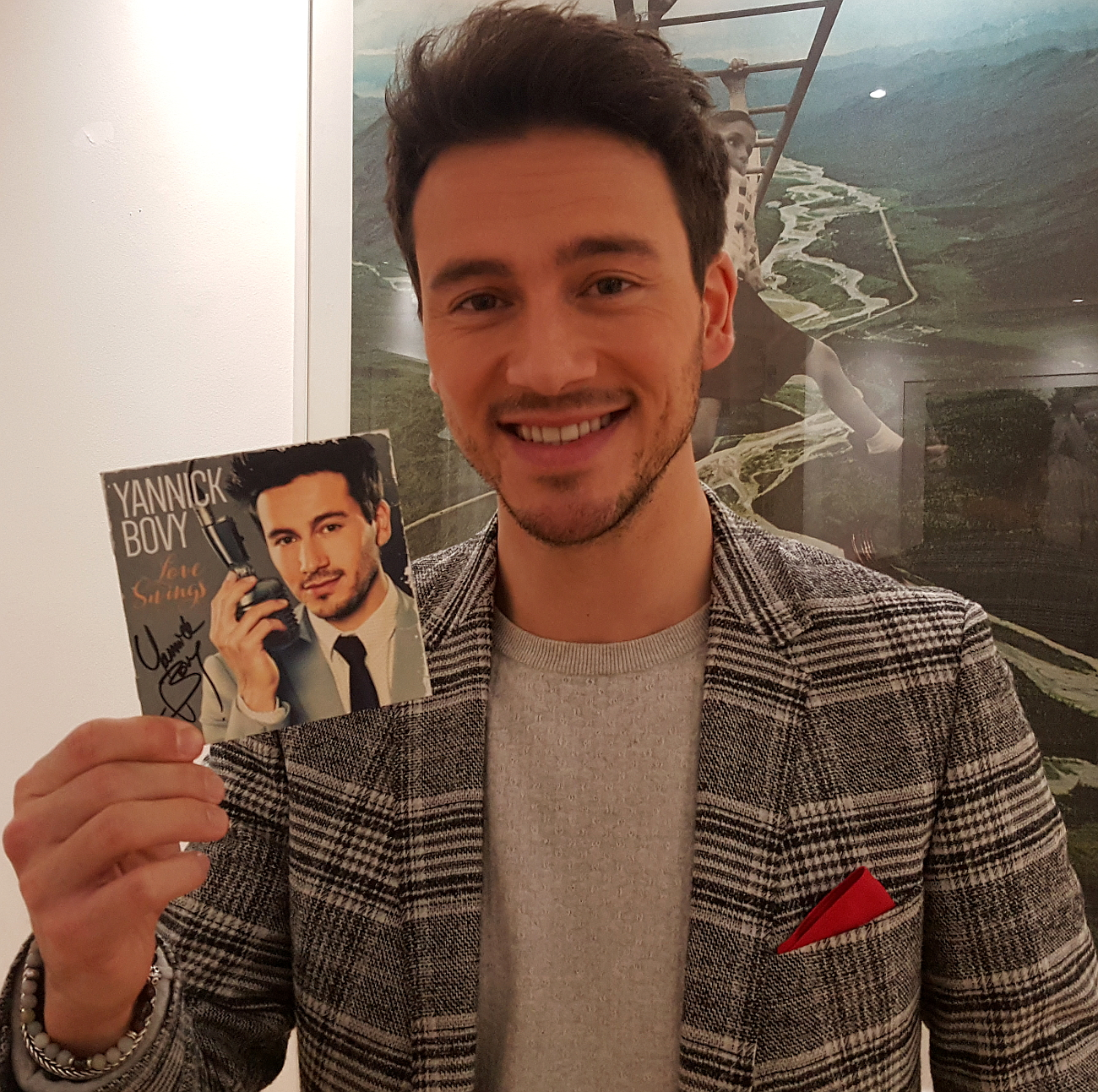
Yannick Bovy in 2018

Yannick Bovy (12 oktober 1986) is een Belgische zanger die Engelstalige crooner- en jazznummers brengt en regelmatig samenwerkt met diverse bigbands.
Hij brak in 2012 door met zijn album Better man en de gelijknamige single.
Hij was de eerste die een Engelstalige versie opnam van Will Tura's "Toen Nat King Cole van liefde zong", getiteld The Soul of Nat King Cole.
Na optredens in verschillende Europese landen ging Bovy in 2019 op tournee in Azië.

## Discografie
| Album met hitnotering(en) in de Vlaamse Ultratop 200 albums | Datum van verschijnen | Datum van binnenkomst | Hoogste positie | Aantal weken | Opmerkingen |
| ----------------------------------------------------------- | --------------------- | --------------------- | --------------- | ------------ | ----------- |
| Better man                                                  | 2012                  | 11-02-2012            | 11              | 31           |             |
| All the way                                                 | 2014                  | 20-09-2014            | 20              | 10           |             |
| Love swings                                                 | 2017                  | 01-07-2017            | 35              | 11           |             |
| Yannick Bovy celebrates Nat King Cole                       | 2019                  | 16-03-2019            | 37              | 3            |             |

| Single met hitnotering(en) in de Vlaamse Ultratop 50 | Datum van verschijnen | Datum van binnenkomst | Hoogste positie | Aantal weken | Opmerkingen           |
| ---------------------------------------------------- | --------------------- | --------------------- | --------------- | ------------ | --------------------- |
| She's even more beautiful                            | 2011                  | 11-06-2011            | tip26           | -            |                       |
| She don't know it                                    | 2011                  | 22-10-2011            | tip16           | -            |                       |
| Theoretical love                                     | 2012                  | 18-02-2012            | tip40           | -            |                       |
| Better man                                           | 2012                  | 23-06-2012            | tip29           | -            |                       |
| Cheek to cheek                                       | 2012                  | 17-11-2012            | tip47           | -            |                       |
| All my love                                          | 2012                  | 08-12-2012            | tip45           | -            |                       |
| Perfect                                              | 2013                  | 13-04-2013            | Tip87           | -            |                       |
| Six                                                  | 2014                  | 14-06-2014            | 41              | 2            |                       |
| Enduring love                                        | 2014                  | 06-09-2014            | 32              | 3            |                       |
| Pieces                                               | 2015                  | 14-02-2015            | tip51           | -            |                       |
| Toen Nat King Cole van liefde zong                   | 2015                  | 18-07-2015            | tip87*          | -            | Nr. 46 Vlaamse top 50 |